# Gerry Kley
Gerry Kley (* 10. Mai 1960 in Eisenach; † 14. April 2021 in Halle (Saale)) war ein deutscher Politiker (FDP). Er war von 2006 bis 2011 Vorsitzender des Umweltausschusses des Landtages von Sachsen-Anhalt und von 2002 bis 2006 Minister für Gesundheit und Soziales des Landes Sachsen-Anhalt.

## Leben und Beruf
Nach dem Besuch der Polytechnischen Oberschule (POS) und der Erweiterten Oberschule (EOS) in Eisenach bestand Kley 1978 das Abitur. Nach dem Wehrdienst bei der NVA absolvierte er ab 1981 ein Studium der Biologie an der Martin-Luther-Universität Halle-Wittenberg, das er 1986 als Diplom-Biologe beendete. Danach war er bis 1990 Aspirant am Fachbereich Genetik der Martin-Luther-Universität. Kley war von 1994 bis 2002 und erneut seit 2006 Geschäftsführer der Umwelt-Consult.
Gerry Kley starb Mitte April 2021 im Alter von 60 Jahren. Er war verheiratet und hatte zwei Söhne.

## Politische Laufbahn

### Partei
Im Rahmen der Friedlichen Revolution 1989 trat Kley in die Liberaldemokratische Partei Deutschlands (LDPD) ein, die 1990 in der FDP aufging. Kley war Vorsitzender des FDP-Kreisverbandes Halle und Mitglied im FDP-Bundesvorstand. Er war außerdem kooptiertes Mitglied im Bundesvorstand der Vereinigung liberaler Kommunalpolitiker (VLK) und Vorsitzender des VLK-Landesverbandes Sachsen-Anhalt. Von 1990 bis 1995 war er Landesvorsitzender der Jungen Liberalen Sachsen-Anhalt. Seit 2000 amtierte er als Vorsitzender der Vereinigung Liberaler Kommunalpolitiker in Sachsen-Anhalt.

### Abgeordneter
Kley gehörte von März bis Oktober 1990 für den Wahlkreis 07 (Halle) der ersten frei gewählten Volkskammer der DDR an und wurde am 3. Oktober 1990 Mitglied des Deutschen Bundestages, dem er dann bis Dezember 1990 angehörte.
Von 1990 bis 1994 sowie erneut von 2002 bis 2011 war er Mitglied des Landtages von Sachsen-Anhalt. Von 2006 bis 2011 war er Vorsitzender des Umweltausschusses. Außerdem war er Sprecher für Bildung und Umwelt der FDP-Landtagsfraktion.
Von 1994 bis 2002 gehörte Kley dem Stadtrat von Halle (Saale) an und war dort von 1999 bis 2002 Vorsitzender der FDP-Fraktion.

### Öffentliche Ämter
Am 16. Mai 2002 wurde er als Minister für Gesundheit und Soziales in die von Ministerpräsident Wolfgang Böhmer geführte Landesregierung des Landes Sachsen-Anhalt berufen. Nachdem die CDU-FDP-Koalition bei der Landtagswahl 2006 ihre Mehrheit verloren hatte und es stattdessen zur Bildung einer schwarz-roten Koalition gekommen war, schied Kley am 24. April 2006 aus dem Amt.

## Weitere Ämter
Ab 2006 war Gerry Kley Vorsitzender des Leichtathletik-Verbandes Sachsen-Anhalt und von 2009 bis 2015 Vorstandsmitglied der Bundesstiftung zur Aufarbeitung der SED-Diktatur.